# 기석 (2004년)
기석 (본명: 류기석, 2004년 6월 24일 ~ )은 대한민국의 가수이자, 대한민국의 보이 그룹 DKZ의 멤버이다.